# Same (Tanzania)
Same è una circoscrizione urbana (urban ward) della Tanzania situata nel distretto di Same, regione del Kilimangiaro. Conta una popolazione di 9 049 abitanti (censimento 2012). È sede vescovile cattolica.